# Artículos pirotécnicos
La pirotecnia se compone de artículos pirotécnicos, objetos pirotécnicos, las materias pirotécnicas y los artificios pirotécnicos de uso técnico. Los artificios pirotécnicos de uso comercial se pueden clasificar según el efecto que producen en varios tipos; principalmente son:
La clasificación y catalogación de los artículos pirotécnicos en España se aprobó mediante el Real Decreto 230 / 1998 el 16 de febrero de 1998, de acuerdo al Reglamento de Explosivos, el cual clasificaba a las distintas clases de artículos pirotécnicos (I, II, III, IV, V, VI, VII  y VIII respectivamente). El 7 de mayo de 2010 se aprobó el Reglamento de Artículos Pirotécnicos y Cartuchería mediante el Real Decreto 563 / 2010.

## Factores que influyen en la clasificación de los artículos pirotécnicos
Los factores y efectos que influyen en su clasificación son los siguientes:

### Visuales
El factor visual en los artículos pirotécnicos es muy relevante por las siguientes razones:
1. Visualmente se clasifica de manera exhaustiva los artículos pirotécnicos según su efecto visual.
2. Gracias al factor visual se puede determinar y predeterminar o predecer el tipo de artículo pirotécnico.
3. Se puede determinar el valor comercial del mismo, debido también a su carga pirotécnica.
4. Se puede determinar el compuesto químico con el que está compuesta la carga pirotécnica.
5. Se determina el acto festivo en el que se va a emplear cada artículo pirotécnico.

A continuación se aprecian los principales efectos visuales en los artículos pirotécnicos:
| Efecto visual (I)                                        | Efecto visual (II)                                    |
| -------------------------------------------------------- | ----------------------------------------------------- |
| Cracker o crackling                                      | Explosión (el destello visual que produce o el fuego) |
| Perlas                                                   | Chispas                                               |
| Luz multicolor                                           | Sauce                                                 |
| Surtidores (rojo, verde, azul ...)                       | Multi - flash                                         |
| Bolas (de colores)                                       | Lluvia de estrellas                                   |
| Humo                                                     | Tricolor                                              |
| Flash                                                    |                                                       |
| Girasuelo                                                |                                                       |
| Estela (principalmente plata y dorada)                   |                                                       |
| Colores (cambios de los mismos)                          |                                                       |
| Combinación giratoria                                    |                                                       |
| Palmera blanca o de color (multicolor, roja, dorada ...) |                                                       |
| Destellos                                                |                                                       |

### Sonoros
El factor sonoro es un factor que influye de manera parcial en la clasificación de los artículos pirotécnicos.
Debido a este factor se puede determinar las siguientes clasificaciones:
1. Sonoramente se puede clasificar a los artículos pirotécnicos en distintas clases (aunque menos, debido a que este factor es menos relevante).
2. Gracias a este se puede hacer una clasificación de los petardos o truenos en distintas clases aunque es menos explícito y no es tan seguro que en el factor visual, la carga pirotécnica y el factor sensorial. También se puede determinar la potencia y la sonoridad de un petardo al provocar una detonación.
3. De manera parcial, se puede determinar el valor comercial de los productos pirotécnicos según su sonoridad, acorde con su carga pirotécnica.
4. Se determina el acto festivo y su realización con artificios pirotécnicos.

A continuación se aprecian los principales efectos sonoros en los artículos pirotécnicos:
| Efecto sonoro (I)   | Efecto sonoro (II)            |
| ------------------- | ----------------------------- |
| Cracker o crackling | Explosión                     |
| Estallido           | Chispas                       |
| Pequeño estallido   | Trueno                        |
| Fuerte estallido    | Efectos sonoros combinatorios |
| Silbido             | Ascensión                     |
| Palmera             |                               |
| Destellos           |                               |

### Sensoriales
El factor sensorial es el factor menos relevante en la clasificación y catalogación de artículos pirotécnicos aunque influye, de manera parcial, como por ejemplo determinar la clase de petardos para que sean comercializados en el mercado.
La definición explícita acerca de factor sensorial puede resultar un tanto ambigua. Por eso el factor sensorial suele estar relacionado con la carga pirotécnica.
La carga pirotécnica es la composición química de la que se componen los artículos pirotécnicos para realizar sus efectos.
La carga pirotécnica puede relativizar según la clase del artículo, influyendo en el factor sensorial.
La carga pirotécnica tiene como características principales las siguientes:
1. Cuanto mayor sea la cantidad de carga pirotécnica, mayor efecto sensorial producirá y se catalogará con mayor clase según los criterios de catalogación de los artículos pirotécnicos.
2. Según los componentes que compongan la carga pirotécnica del artificio pirotécnico, producirá distintos efectos, y por lo tanto, variará en la clasificación.
3. Según la manera de la cual esté prensada la carga pirotécnica, producirá con mayor o menor potencia la detonación del artefacto explosivo.

La carga pirotécnica se compone usualmente de pólvora que se compone principalmente de:
| Composición pólvora (I)                                    | Composición pólvora (II)                   |
| ---------------------------------------------------------- | ------------------------------------------ |
| Salitre                                                    | Sulfato de cobre (azul)                    |
| Azufre                                                     | Alcanfor (para avivar los colores)         |
| Carbón vegetal                                             | Clorato de bario (verde)                   |
| Antimonio (blanco azulado)                                 | Colofonia (retarda)                        |
| Bicarbonato de sodio (amarillo)                            | Dextrina (retarda)                         |
| Carlomelano o cloruro mercurioso (para avivar los colores) | Carbonato de estroncio (rojo - anaranjado) |
| Nitrato de bario (verde)                                   | Limadura de cobre (blanco - azul)          |
| Yeso o sulfato de calcio                                   |                                            |

## Tipos de artículos pirotécnicos

### Petardos o truenos
Los petardos o truenos son un tipo de artículo pirotécnico que se componen usualmente de un tubo con materiales de poca resistencia (como papel o cartón siendo estables o bien de cartón comprensado, que es más rígido), el cual se rellena de pólvora u otro explosivo. El tubo está completamente cerrado en el que deja libre una mecha. Al prender fuego a la mecha se produce una detonación del artefacto que relativiza en cantidad de material explosivo (como la pólvora) y otros factores como el tipo de compuesto químico con el que esté compuesto el artefacto explosivo.
Fue inventado en el siglo IX en China donde se usaban como espectáculo visual mediante fuegos artificiales y como bombas en el ámbito bélico.
En España, los petardos de máxima potencia autorizada se denominan los "Súper Barrenos del Gato".
Todos los petardos en España, según el Reglamento de Explosivos mediante el Real Decreto 230 / 1998 clasifica a los petardos de clase III aquellos que contengan una carga pirotécnica superior de 0.5 gramos y un máximo de 3 gramos.

### Tracas
Las tracas son un tipo de artículo pirotécnico en el que tiene como característica principal la correlatividad de los petardos existentes. Se componen de petardos correlativos unidos por una cuerda principalmente, puestos uno al lado del otro. Existen tracas de 20 petardos hasta otras que pueden contener más de 1500 petardos.
El efecto de las tracas es la sucesión de detonaciones de petardos, provocando un compulsivo efecto acústico repitiéndose de manera muy activa. El espacio acústico existente entre las detonaciones suele ser muy breve.
Dentro de las tracas se diferencian 2 tipos:

#### Traca valenciana
Como indica su nombre, este tipo de traca es originaria de Valencia. Fue inventada en el año 1714 fruto del castigo que los Borbones impusieron a Valencia por su apoyo a la casa de los Austrias en la Batalla de Almansa. Actualmente las tracas valencianas se componen de petardos de gran potencia separados por una gran distancia, terminando con el trueno existente de mayor potencia en la misma.

#### Traca china
Este tipo de traca es originaria de China, y es posterior a la invención de los petardos, ya siendo un derivado de ellos. Tiene como característica principal la proximidad de los petardos existentes (usualmente más que en la traca valenciana) y los petardos, normalmente, suelen ser de menor tamaño.

### Candelas
Las candelas son un tipo de artículo pirotécnico en el que se componen de un tubo de forma cilíndrica en el que está la pólvora en su interior. La pólvora está comprensada de forma circular. Ese círculo está dividido en más, por lo que al prender la mecha existente en la candela, expulsa unas bolas prensadas de pólvora que pueden variar según sus efectos. Las candelas más famosas son las candelas romanas.

### Efecto tierra
El efecto tierra es un tipo de artículo pirotécnico el cual al encenderlo produce en el suelo efectos circulares de diferentes modos (cambio de color, cracker, silbido, humo, flash etc.) y también de manera combinatoria.

### Efecto volador
El efecto volador o volante es un tipo de artículo pirotécnico el cual al encender la mecha se elevan produciendo diferentes efectos y combinaciones (efectos de color, trueno, cracker, paracaídas etc.).

### Bengalas
Las bengalas son un tipo de artificio pirotécnico el cual al encenderlas producen estrellitas de color blanco y/o de colores. Usualmente se compone de un palo en el que esta el material explosivo recubierto sin ningún otro material no dotado de mecha. Las bengalas son principalmente de clase I en la que explica el Real Decreto 230 / 1998 que los artificios pirotécnicos de clase I presentan un riesgo muy reducido y que están pensados para ser utilizados en áreas confinadas incluyendo en el interior de viviendas.

### Bombetas
Las bombetas son un tipo de artículo pirotécnico que al lanzarlas al suelo producen un chasquido. Usualmente carecen de una mecha y su composición pirotécnica es diferente a los demás artículos pirotécnicos.
En este tipo de artículo pirotécnico se diferencian 2 tipos:

#### Bombetas pequeñas
Se caracterizan por su reducido tamaño y producen un pequeño chasquido o pequeño estallido.

#### Bombetas grandes
Se caracterizan por poseer mayor tamaño que las anteriores y producen un chasquido o estallido.

### Cohetes
Los cohetes son un tipo de artículo pirotécnico que tiene como características principales las siguientes:
1. Se componen usualmente de un palo, principalmente de madera o de algún plástico rígido.
2. Existen cohetes de clase II, III, IV, V, VII y VIII.
3. Siempre los cohetes, como efecto y causa, ascienden de manera vertical o de la posición angular en la que se encuentren.
4. Suele ser el artículo pirotécnico más empleado en las fiestas y en los fuegos artificiales.
5. Suele ser el más empleado en meteorología y efectos especiales. En meteorología y agricultura lo utilizan para provocar lluvia con los cohetes antigranizo.[13]
6. Normalmente se compone de un cilindro en cuyo interior se compone de material explosivo dotado de una mecha para el encendido.

### Baterías
Una batería es un artículo pirotécnico compuesto por varias sucesiones de morteros unidos e interconectados entre sí por una misma mecha que le dan al artículo final una forma de caja, que puede ser de diversas formas, aspectos y tamaños (rectangulares, triangulares, en forma de escalera, etc). Las baterías son los artículos pirotécnicos que suelen tener más carga explosiva. La mayoría de ellas pertenecen a la clase III (+18) y para uso exclusivo profesional. Una vez encencida la mecha principal, todas las carcasas, misiles o cohetes que alberga el mortero (tubo) crearán un castillo de fuegos artificiales en el que pueden predominar la luz y el color, los truenos y los silbidos o una combinación de ambas. Es imprescindible distanciarse a unos 30 metros o más, según el tipo de batería, por la propia seguridad y la de los espectadores.

## Clases de artículos pirotécnicos según el tipo (I a VIII)
La siguiente tabla representa el número de clases (según la potencia y diversos factores como la edad) que están clasificados los tipos de artículos pirotécnicos en el mercado. Se aprecia las clases que puede abarcar cada artículo pirotécnico.
| Artículo(tipo)     | Clase I | Clase II | Clase III |
| ------------------ | ------- | -------- | --------- |
| Petardos o truenos |         | X        | X         |
| Tracas             |         | X        | X         |
| Candelas           |         | X        | X         |
| Efecto tierra      | X       | X        | X         |
| Efecto volador     |         | X        | X         |
| Bengalas           | X       |          |           |
| Bombetas           | X       |          |           |
| Cohetes            |         | X        | X         |
| Fuentes            | X       | X        | X         |
| Baterías           |         | X        | X         |

En la siguiente tabla se muestra la edad que corresponden las clases de artículos pirotécnicos:
| Clase           | Edad                         |
| --------------- | ---------------------------- |
| Clase I         | +12                          |
| Clase II        | +16                          |
| Clase III       | +18                          |
| Clase IV a VIII | Exclusivo para profesionales |

## Clasificación y catalogación de artículos pirotécnicos
La clasificación y catalogación de artículos pirotécnicos se realiza de acuerdo al Reglamento de Explosivos, aprobado por  el Real Decreto Ley 230 / 1998 de 16 de febrero.
Por artículos pirotécnicos se entienden, los artificios pirotécnicos, los objetos pirotécnicos, las materias pirotécnicas y los artificios pirotécnicos de uso técnico.
El artículo 23 del citado Reglamento clasifica la pirotecnia según la siguiente tipificación:
- Clase I: Artificios pirotécnicos que presentan un riesgo muy reducido y que están pensados para ser utilizados en áreas confinadas incluyendo el interior de edificios de viviendas.
- Clase II: Artificios pirotécnicos que presentan un riesgo muy reducido y que están pensados para ser utilizados al aire libre en áreas confinadas.
- Clase III: Artificios pirotécnicos que presentan un riesgo medio y que están pensados para ser utilizados al aire libre, en áreas amplias y abiertas.
- Clase IV: Artificios pirotécnicos que presentan un alto riesgo o están sin determinar y que están pensados para ser utilizados únicamente por profesionales.
- Clase V: Artificios pirotécnicos de utilización en agricultura y meteorología:
  - Botes fumígenos, tiras detonantes y similares.
  - Cohetes antigranizo, para provocación de lluvia, y meteorológicos.
- Clase VI: Artificios pirotécnicos de utilización en ferrocarriles, transportes terrestres y aéreos y localización de personas.
- Clase VII: Artificios pirotécnicos de utilización en la marina:
  - Señales fumígenas.
  - Señales luminosas.
  - Señales sonoras.
  - Lanzacabos, etc.
- Clase VIII: Artificios pirotécnicos de utilización en cinematografía, teatros y espectáculos, y para efectos especiales.